# Castelnaudary
Castelnaudary (okzitanisch: Castèlnau d’Ari) ist eine französische Gemeinde mit 12.212 Einwohnern (Stand 1. Januar 2022) im Département Aude in der Region Okzitanien. Sie gehörte zur früheren französischen Provinz Lauragais, dem Zentrum der Katharer. Die Einwohner nennen sich Chauriens oder Castelnaudariens. 

## Geografie
Die Stadt liegt auf einer mittleren Höhe von 165 m und wird vom Canal du Midi durchquert. Früher befand sich hier eine große Schiffswerft mit Trockendock.

## Geschichte
Während des Albigenserkreuzzugs wurde Simon IV. de Montfort 1211 in Castelnaudary von den Grafen von Toulouse und Foix belagert.
Seit 1977 ist das 4. Regiment der Fremdenlegion (frz.: 4ème Régiment Etranger (4e RE)) in Castelnaudary stationiert (bis 1980: Régiment d’Instruction de la Légion Etrangère (RILE)). Dort finden die Grundausbildung aller neuen Legionäre sowie diverse Weiterbildungen (z. B. Unteroffizierslehrgänge) statt. Es handelt sich um ein reines Ausbildungsregiment.

### Bevölkerungsentwicklung
| Jahr                       | 1962 | 1968 | 1975   | 1982   | 1990   | 1999   | 2006   | 2017   |
| Einwohner                  | 9343 | 9936 | 10.118 | 10.750 | 10.970 | 10.851 | 11.575 | 11.598 |
| Quellen: Cassini und INSEE |      |      |        |        |        |        |        |        |

## Verkehr
Castelnaudary liegt an der Bahnstrecke Bordeaux–Sète und wird im Regionalverkehr mit TER-Zügen bedient. Es ist ferner Ausgangs- bzw. Endpunkt der Bahnstrecke Castelnaudary–Rodez nach Rodez.

## Persönlichkeiten
- Arnaud Vidal de Castelnaudari, 13. Jahrhundert, mittelalterlicher Autor und Troubadour
- Pierre-Jean Fabre (1588–1658), Alchemist und Arzt
- Philippe de Rigaud Vaudreuil (1643–1725), General, Gouverneur von Neufrankreich (französische Kolonie, heute Kanada) von 1703 bis 1725
- Joseph-Marie-Anne Gros de Besplas (1734–1783), Theologe
- Jean-François-Aimé Dejean (1749–1824), General und von 1802 bis 1810 Kriegsminister
- Antoine-François Andréossy (1761–1828), napoleonischer General
- Alexandre Soumet (1786–1845), Schriftsteller und Mitglied der Académie française
- Melchior de Marion-Brésillac (1813–1859), Gründer der Gesellschaft der Afrikamissionen
- Louis de Mas Latrie (1815–1897), Diplomatiker und Historiker
- Maria Theresia de Soubiran (1834–1889), Ordensgründerin
- Antoine Marfan (1858–1942), französischer Kinderarzt
- Georges Canguilhem (1904–1995), Philosoph und Arzt

## Gemeindepartnerschaften
- Marradi, Italien, seit dem 14. Juli 1991[1]
- Santa Susanna (Provinz Barcelona), Spanien